# Aleš ze Sovince a Doubravice
Aleš ze Sovince a Doubravice († po 1529?) byl moravský šlechtic, který pocházel z rodu pánů ze Sovince.
Alešovým otcem byl Jindřich ze Sovince a Doubravice. První zmínka o Alešovi pochází z roku 1507, kdy mu dala Johanka Krajířová z Krajku do poplatnosti poplužní dvůr v Načeplukovicích (dnešní vesnice Ploukonice), který byl manským statkem v panství Hrubý Rohozec.
Aleš se v letech 1509–1512 zdržoval v Turnově, který patřil Krajířům z Krajku, k nimž měl úzký vztah. V roce 1520 si koupil Albrechtice s tamní tvrzí, dvorem a dalšími šesti vesnicemi. Roku 1526 je Aleš doložen jako jeden z úředníků na panství Hrubý Rohozec. Naposledy byl uveden jako živý roku 1529 při placení zemských daní.
Aleš měl syna Jana a dceru Veroniku. Jan nejprve prodal majetek po otci, ale v roce 1554 koupil toužetínské panství, k němuž později přikoupil další vesnice. Jan zemřel pravděpodobně roku 1580 v Paloníně na Litovelsku, kde se ujal dědictví a dluhů  po vymřelém rodu pánů ze Sovince a Pňovic. Majetek zdědila jeho sestra Veronika, provdaná podruhé za Vladislava Zákupského z Vartenberka, a jejich potomci.